# Frank D. Peregory
Frank D. Peregory est un militaire américain né le 10 avril 1916 à Esmont et mort au combat le 14 juin 1944 en Normandie. 
Technical sergeant de l'armée américaine pendant la Seconde Guerre mondiale, il participe à la bataille de Normandie où il trouve la mort. 
Le 8 juin 1944, il prend seul d'assaut un réseau de tranchées menant à un poste de mitrailleuse ennemi et obtient la reddition de plus de trente Allemands, permettant à son unité de libérer le village de Grandcamp.
Il obtient de manière posthume la Medal of Honor pour bravoure. Il est l'un des trois récipiendaires de cette médaille enterrés au cimetière américain de Colleville-sur-Mer.

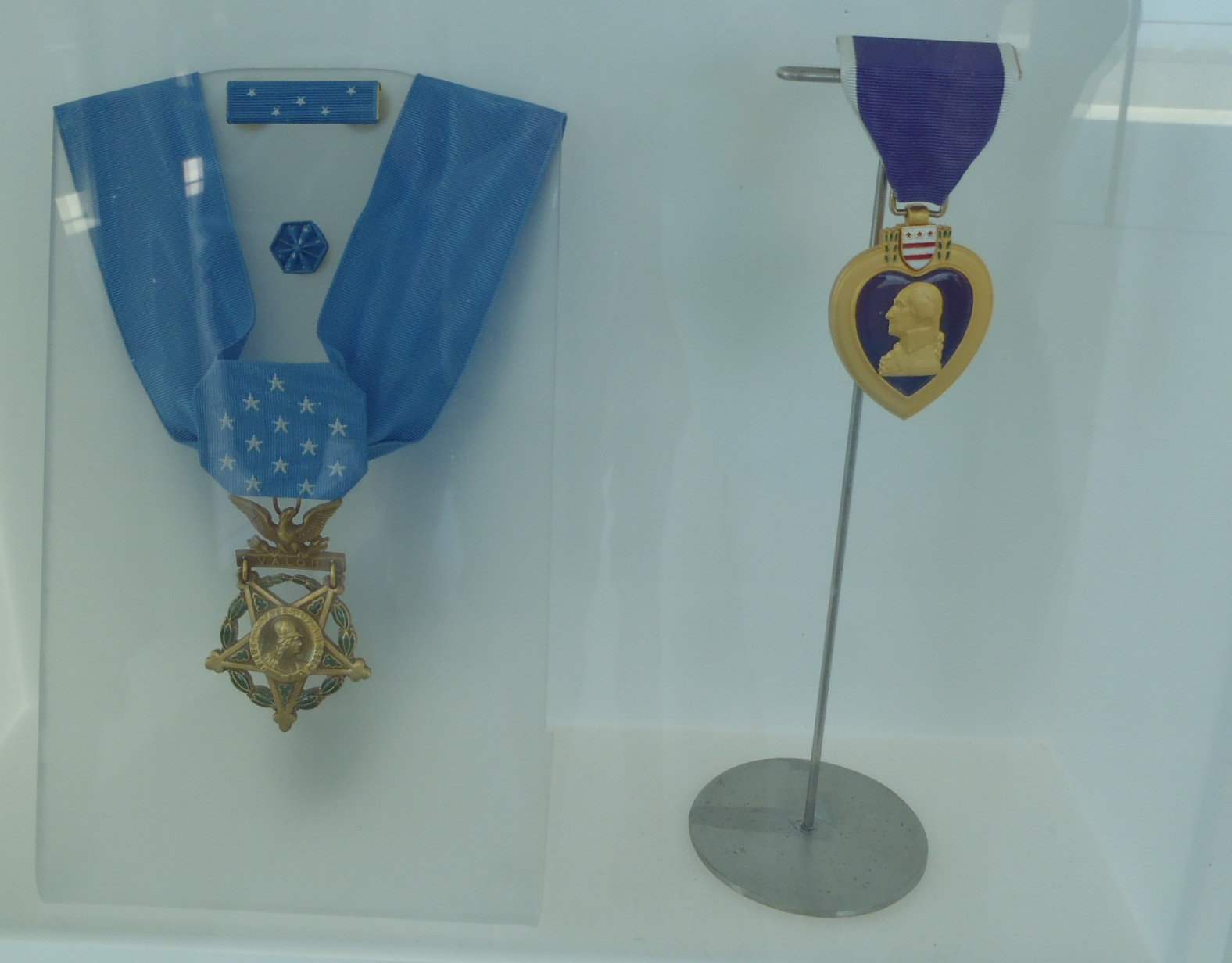
Medal of Honor et Purple Heart de Frank D. Peregory au musée du cimetière américain de Colleville-sur-Mer.